# 范利爾 (肯塔基州)
范利爾（英語：Van Lear）是位於美國肯塔基州約翰遜縣的一個人口普查指定地區。

## 人口
根據2020年美國人口普查的數據，范利爾的面積為10.63平方千米，當中陸地面積為10.53平方千米，而水域面積為0.10平方千米。當地共有人口893人，而人口密度為每平方千米80人。